# مسئله مثلث فوجیمورا
مسئله حل نشده در ریاضیات:

(مسائل حل نشده بیشتر در ریاضیات)

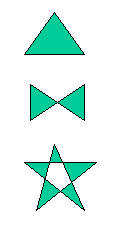
مثلث‌های فوجیمورا با استفاده از ۳، ۴ و ۵ خط راست.

مسئله مثلث فوجیمورا (یا مثلث کوبون) یک مسئله حل نشده در هندسه گسسته است که اولین بار توسط کوبون فوجیمورا مطرح شده‌است. این مسئله بزرگترین عدد N(k) از مثلث‌های غیر همپوشان را می‌خواهد که اضلاعشان با استفاده از چینش k خط راست در صفحه به وجود آمده‌اند. مسائل مشابه دیگری از این مسئله به جای صفحه اقلیدسی، صفحه تصویری (در هندسه تصویری) را در نظر می‌گیرند و می‌خواهند که مثلث‌ها هیچ خط دیگری را به جز خطوط تشکیل دهنده‌شان قطع نکنند.
سابورو تامورا ثابت کرد که بزرگترین عدد صحیح که بزرگ‌تر از k(k−2)/3 نباشد، حد بالایی را در حداکثر تعداد مثلث‌های غیر همپوشان با چینش k خط به دست می‌دهد. در سال ۲۰۰۷، با اثبات اینکه حد بالایی تامورا برای هیچ k همنهشت با ۰ و ۲ (به پیمانه ۶) به دست نمی‌آمد، حد بالایی محدودتری توسط یوهانس بادر و ژیل کلمان پیدا شد. پس برای این دو حالت حداکثر تعداد مثلث‌ها یکی کمتر از حد بالایی تامورا است. راه حل‌های کامل (راه حل‌های مثلث فوجیمورا با حداکثر تعداد مثلث) برای k = ۳، ۴، ۵، ۶، ۷، ۸، ۹، ۱۳، ۱۷ شناخته شده‌است. برای k = ۱۰، ۱۱، ۱۲، بهترین راه حل‌های شناخته شده یکی کمتر از حد بالایی است.
بر اساس اثبات کلمان و بادر، راه حل‌ها برای k> ۲ با مقادیر زیر محدود شده‌اند
k.(k-2) / 3 هنگامی که k با ۳ یا ۵ به پیمانه ۶ همنهشت است؛
3 / (k-3).(k+1) هنگامی که k با ۰ یا ۲ به پیمانه ۶ همنهشت است؛
3 / (k2-2.k-2) هنگامی که k با ۱ یا ۴ به پیمانه ۶ همنهشت است.
با استفاده از یک راه حل کامل با k0> ۳ خط، راه حل‌های دیگر مثلث فوجیمورا می‌تواند برای تمام مقادیر ki که در آن
kn+1 = 2. kn - 1
با استفاده از روش دی. فورج و جی.ال. رامیرز آلفونسین به دست بیاید. به عنوان مثال، به ازای k0 = ۵ این راه حل منجر به یافتن حداکثر تعداد مثلث‌های غیر همپوشان برای k = ۵٬۹٬۱۷٬۳۳٬۶۵ می‌شود.
| k                        | ۳ | ۴ | ۵ | ۶ | ۷  | ۸  | ۹  | ۱۰ | ۱۱ | ۱۲ | ۱۳ | ۱۴ | ۱۵ | ۱۶ | ۱۷ | ۱۸ | ۱۹  | ۲۰  | ۲۱  | OEIS    |
| حد بالایی تامورا         | ۱ | ۲ | ۵ | ۸ | ۱۱ | ۱۶ | ۲۱ | ۲۶ | ۳۳ | ۴۰ | ۴۷ | ۵۶ | ۶۵ | ۷۴ | ۸۵ | ۹۶ | ۱۰۷ | ۱۲۰ | ۱۳۳ | A032765 |
| حد بالایی کلمان و بادر   | ۱ | ۲ | ۵ | ۷ | ۱۱ | ۱۵ | ۲۱ | ۲۶ | ۳۳ | ۳۹ | ۴۷ | ۵۵ | ۶۵ | ۷۴ | ۸۵ | ۹۵ | ۱۰۷ | ۱۱۹ | ۱۳۳ | -       |
| بهترین راه حل شناخته شده | ۱ | ۲ | ۵ | ۷ | ۱۱ | ۱۵ | ۲۱ | ۲۵ | ۳۲ | ۳۸ | ۴۷ | ۵۳ | ۶۵ | ۷۲ | ۸۵ | ۹۳ | ۱۰۴ | ۱۱۵ | ۱۳۰ | A006066 |

## مثال‌ها

۳ خط
۴ خط
۵ خط
۶ خط
۷ خط

## لینک‌ها به خارج
- یوهانس بادر، "مثلث فوجیمورا"